# ۳۶۴ (میلادی)
۳۶۴ (میلادی) سیصد و شصت و چهارمین سال تقویم میلادی است.

## درگذشتگان
- ژوویان، امپراتور روم

‎